# Stefan Krause (Manager)
Stefan Krause (* 17. November 1962 in Bogotá) ist ein deutsch-kolumbianischer Manager.

## Leben
Nach dem Abitur an der Deutschen Schule Bogotá (Gymnasium Colegio Andino) zog er 1981 nach Würzburg um, um dort Betriebswirtschaftslehre an der Julius-Maximilians-Universität Würzburg zu studieren. Das Studium schloss er 1986 als Diplom-Kaufmann ab. 

## Wirken
Krause sammelte daraufhin ab 1986 erste Berufserfahrungen im väterlichen Unternehmen in seinem Geburtsland Kolumbien. 
Im Jahr 1987 begann er seine Karriere in der BMW Group als Controlling-Referent. Danach wechselte er 1993 als Leiter Finanzen bzw. Finanzgeschäftsführer in die USA zu BMW Financial Services. Gefördert wurde er vom damaligen Vorstandsvorsitzenden Joachim Milberg und dem ehemaligen Finanzvorstand Helmut Panke. Nach seiner Rückkehr 1998 nach Deutschland stieg er als Vertriebschef Europa (V3) zum Bereichsleiter auf. 2002 wurde er Finanzvorstand. Als Mitglied des Vorstands hatte er zunächst Konzernverantwortung für Rechnungswesen, Steuern, Controlling, Finanzierung, Organisation und IT sowie Geschäftsfeldverantwortung für das Finanzierungsgeschäft und für die BMW-IT-Gesellschaft Softlab. Danach war er bis Herbst 2007 verantwortlicher Vorstand für Sales & Marketing bei BMW und verantwortete u. a. die Wiedereinführung der Marke Mini.
Im April 2008 wechselte Krause zur Deutschen Bank und wurde Mitglied des Vorstands und des Group Executive Committees. Seit Oktober 2008 war Krause als Nachfolger von Anthony di Lorio Chief Financial Officer der Deutschen Bank. Er war verantwortlich für die Bereiche Finance, Steuern, Revision, Investor Relations, Treasury und Group Strategy und Planung.
Der Aufsichtsrat der Postbank wählte Stefan Krause im Juli 2015 zu seinem Vorsitzenden.
Krause schied Ende Oktober 2015 aus der Deutschen Bank aus und legte in diesem Zuge auch sein Amt als Aufsichtsratsvorsitzender der Postbank nieder. Er war bei der Aufarbeitung des Libor-Skandals nach Vorwürfen der BaFin in die Kritik geraten. Danach arbeitete er als Berater für den Private-Equity-Investor Warburg Pincus.
Im Juni 2016 wurde Krause auf der jährlichen Hauptversammlung zum Aufsichtsrat der Rocket Internet gewählt. 
Im März 2017 wurde er Finanzchef beim chinesisch-kalifornischen Startup Faraday Future Inc. Im November 2017 beendete er diese Zusammenarbeit. 
Zusammen mit Karl-Thomas Neumann und Ulrich Kranz startete er 2018 das Elektroauto-Unternehmen Evelozcity (später umbenannt in Canoo).
Im Oktober 2021 übernahm Odin Automotive, an dessen Spitze Krause steht, den Elektrofahrzeughersteller Streetscooter von der Deutschen Post. Außerdem sitzt Krause im Aufsichtsrat von Rock Tech Lithium.

## Varia
Krause wurde als Sohn deutscher Eltern in Bogotá geboren und wuchs zweisprachig in Kolumbien auf. Sein Vater leitete dort die VW-Vertriebsgesellschaft.
Krause ist Vater von drei Töchtern und einem Sohn.